# セック (企業)
株式会社セック（英: Systems Engineering Consultants Co.,LTD.）は、リアルタイムソフトウェア等を手掛ける日本のソフトウェア開発会社である。通称はセック、SEC。

## 概要
1970年5月に東京都渋谷区代々木にて創業。高速道路管制システムやロケットエンジン高空性能試験システムを手掛ける。
2010年10月に本社を東京都世田谷区用賀に移転。
近年ではロボット技術、IoT、AIなどの研究開発も手がけている。